# Cajo Brendel
Carl Brendel (* 26. Oktober 1915 in Den Haag; † 25. Juni 2007) war ein niederländischer Theoretiker des Rätekommunismus.

## Leben
Seine Eltern, Carolina Hinlópen, eine Musiklehrerin und Johan Brendel lebten in freier Ehe zusammen, weswegen sein eigentlicher Name Carel Johan Hinlópen lautet. Seinen Namen änderte er 1943 in Cajo Brendel.
Brendel, der in kleinbürgerlichen Verhältnissen aufwuchs, sympathisierte als Jugendlicher mit dem Trotzkismus, schloss sich aber 1934 der rätekommunistischen Gruppe internationaler Kommunisten an. Mitte der 1930er Jahre begann Brendel ein Studium der Wirtschaftswissenschaften, konnte dieses aber wegen akuter Geldknappheit nicht beenden.
Nachdem er in den 1930er Jahren für verschiedene linkskommunistische und syndikalistische Zeitungen geschrieben hatte, wurde er September 1939 zur Armee eingezogen und geriet im Mai 1940 in deutsche Kriegsgefangenschaft. Er konnte fliehen und war ab Dezember 1940 als Korrespondent einer niederländischen Regionalzeitung, der Volksblad voor Gelderland tätig.
Im Mai 1943 heiratete Brendel Riek van der Meulen. Die beiden blieben bis zu ihrem Tod 1985 verheiratet und waren Eltern von insgesamt vier Kindern. Eines von ihnen verstarb noch im frühen Kindesalter.
Im Jahre 1953 nahm Brendel Kontakt zur französischen Gruppe Socialisme ou barbarie auf. In diesem Zusammenhang lernte er Henri Simon kennen, mit dem ihn eine lebenslange Freundschaft verband.
Nach dem Zweiten Weltkrieg arbeitete er als Journalist in Utrecht. 1948 wurde er Mitarbeiter der Nieuw Utrechts Dagblad. Im Jahre 1952 schloss er sich dem Communistenbond Spartacus an, wo er mit Anton Pannekoek zusammenarbeitete. Brendel war als Autor und Herausgeber für deren Zeitschrift Spartacus tätig. Im Jahr 1964 kam es zur Spaltung dieser Gruppierung. Brendel und Theo Maassen wurden ausgeschlossen. 1965 war Brendel neben Maassen Mitbegründer und Mitherausgeber der Zeitschrift Daad en Gedachte, die einmal im Monat erschien. Bis zu ihrer Auflösung 1997 war er für diese auch als Autor tätig.
Im Juni 1970 konnte Brendel sein Werk über Anton Pannekoek veröffentlichen. Fünf Jahre darauf erschien mit Revolutie en contrarevolutie in Spanje sein politisches Hauptwerk, das bis heute nicht in deutscher Sprache veröffentlicht wurde.
Neben seiner Tätigkeit als Autor trat Brendel auch bis zum Ende der 1990er Jahre auf internationalen Kongressen auf. Viele seiner Artikel sind anonym erschienen.

## Werke (Auswahl)
- Autonome Klassenkämpfe in England, 1945–1972. Kramer 1974, ISBN 3-87956-037-4
- Die revolutionären Aktionen der russischen Arbeiter und Bauern: die Kommune von Kronstadt (mit Johannes Agnoli, Ida Mett), Karin Kramer Verlag 1974, ISBN 3-87956-009-9
- Thesen zur chinesischen Revolution. Edition Nautilus 1977
- Anton Pannekoek: Denker der Revolution. ça-ira 2001, ISBN 3-924627-75-4
- Die Revolution ist keine Parteisache. Gesammelte Texte. Reihe: Dissidenten der Arbeiterbewegung. Unrast 2007, ISBN 978-3-89771-462-5 ( Rezensionen)